# Leea gonioptera
Leea gonioptera är en vinväxtart som beskrevs av Lauterbach. Leea gonioptera ingår i släktet Leea och familjen vinväxter. Inga underarter finns listade i Catalogue of Life.